# Ladak
Ladak je regija pod upravo Indije, ki se nahaja na severnem delu Indijskega podkontinenta, in je del širše regije imenovane Kašmir, ki je predmet ozemeljskih sporov med Indijo, Pakistanom, in Kitajsko vse od leta 1947. Ladak se včasih označuje tudi kot "Mali Tibet".
Razprostira se od ledenika Siačen v pogorju Karakorum do glavnega pogorja Himalaje na jugu. Pokrajina je ena najbolj redko obljudena v Indiji in njena kultura in zgodovina je ozko povezana s Tibetom. Ladak je znan po svojih odmaknjenih gorskih lepotah in kulturi.
Zgodovinsko je pokrajina obsegala tudi dolino Baltistana (Baltiyula) (sedaj večinoma pod pakistansko kontrolo, celotno zgornjo dolino Inda, ter odmaknjeni Zanskar, Lahul in Spiti na jugu, velik del Ngarija vključujoč regijo Rudok in  Guge na vzhodu, Aksaj Čin na severovzhodu (vse do Kun Lun gora), in doline Nubra proti severu preko prelaza Kardunga v pogorju Ladak. Danes Ladak meji na Tibet na vzhodu, na regije Lahul in Spiti proti jugu, na Kašmirsko dolino, Džamu in Baltistan regijo proti zahodu, in na jugovzhodnem vogalu Sinciang preko prelaza  Karakorum na najsevernejši točki.
Aksaj Čin  je ena od spornih mejnih območij med Kitajsko in  Indijo. To območje je pod kitajsko upravo kot del okraja Hotan, ki pa si ga pripusuje tudi kot del pokrajine Ladak v okviru zvezne države Džamu in Kašmir. Leta 1962 sta se na tem območju vojskovali Kitajska in Indija v t.i. kitajsko-indijski vojni za Aksaj Čin in Arunačal Pradeš, kasneje leta 1993 in 1996 sta državi podpisali sporazum o spoštovanju Lineje dejanske kontrole (LAC).
Ladak je v preteklosti dobil pomen zaradi svoje strateške lege na križišču pomembnih trgovskih poti, dokler niso Kitajske oblasti zaprle meja s Tibetom in Centralno Azijo v 60-tih letih, zaradi česar je mednarodna trgovina zamrla razen turizma. Po letu 1974 je Indijska vlada začela pospeševati turizem v Ladaku. Ker je Ladak del strateško pomembnega Džamu in Kašmirja je v regiji močno prisotna Indijska vojska.
Največje mesto v Ladaku je Leh, ki mu sledi Kargil. Glavne verske skupnosti v regiji so Muslimani (v glavnem Šiiti) (46%), Tibetanski budisti (40%) in  Hindujci (12%) ter Sikhi (2%).
Pokrajina Ladak je februarja 2019 postala ločena upravno-administrativna enota v okviru države  Džamu in Kašmir. Avgusta  2019 pa je  Parlament Indije sprejel Zakon o reorganizaciji Džamu in Kašmirja, ki je Ladak opredelil kot  Zvezno ozemlje Indije, kot upravno-administrativna enota neposredno podrejena centralni indijski vladi v New Delhiju.

## Izvor imena
Tibetansko poimenovanje La-dvags pomeni  "deželo visokih prelazov", ki je povezovala Indijo s Svilena cesta. Ladak se izgovarja v več tibetanskih okrajih in je pravzaprav transliteracija perzijske izgovorjave.

## Zgodovina

### Antična zgodovina
Ladak je bil v preteklosti poznan pod različnimi imeni. Nekateri so ga imenovali je bil kot Marjul ali planota drugi pa kot Kha- čumpa. Kitajski budistični menih in popotnik Fasijan ga je imenoval kot Kja-čha med tem ko ga je budistični menih in popotnik  Xuan Zang imenoval kot Ma-Lo-Fo. Zelo verjetna je domneva, da so bili prvi priseljenci v to deželo tibetansko ljudstvo Brokpa iz Dadarstana, ki so poseljevali nižje ležeče predele doline reke Ind, ljudsko poimenovane kot Šam. Drugi val priseljencev je prišel iz območja Kardža (Kulu), ki so bili ljudstvo Mons – Arijskega porekla, ki so se najprej naselili na območju Gja in se razširili na območje (vasi) Rong, Šayok, Sakti Tangtse in Durbuk, to je na območje od Martselang do Khaltsi. Gia je bil sedež vlade prvega vladarja plemena Mon, ki ga je pleme izvolilo. Njegova kraljevina je vključevala prej omenjene vasi, ki so jih poseljevali pripadniki plemena Mons. Kralj je bil znan pod nazivom Gjapačo, ki izhaja od njegovega gospodarjenja v Gia.
Zgodnji prebivalci Ladaka so predstavljali mešanico Indo-Arijske populacije ljudstev Monov in Dardijcev, ki jih omenja v delih Herodot, Nearh, Megasten, Plinij starejši, Ptolemaj, in geografskih seznamih Puran. Okoli 1. stoletja je bil Ladak del Kušanskega cesarstva. Budizem se je v 2. stoletju razširil v zahodni Ladak iz Kašmirja, ko je zahodni Tibet še vedno prakticiral religijo Bon. The 7th-century Budistični menih in popotnik v 7. stoletju  Xuan Zang je regijo opisal v svojih delih.
Budizem je prišel iz osrednje Indije na Tibet preko Ladaka, kjer je pustil neizbrisne sledove. Islamski misijonarji so prav tako po mirni poti prinesli islam v začetku 16. stoletja. Nemški moravski misijoni s pomočjo Vzhodno indijske družbe so prav tako vstopili v Ladak z namenom spreobračanja vendar z neznatnim uspehom. 
- Ozemeljski obseg Ladaka v času kralja Nemagona, okoli A.D. 975–1000, kot prikazano v  Zgodovini zahodnega Tibeta po A. H. Francke, 1907
- Zemljevid osrednje regije Ladak
- Imperij kralja Cevanga Namgjala 1., in kralja Džamjanga Namgjala okoli leta 1560 in 1600.
- Kip  Maitreja v Samostanu Likir, Leh

V 10. stoletju je Ladak zasedel tibetanski vladar Skit Lde Nemagon (Njimagon). Takrat je bila dežela razdeljena v male kneževine, ki so se medsebojno bojevale. Nemagon je porazil eno za drugo in vzpostavil kraljevio z glavnim mestom Šej 15 km od Leha. Ladak je bila neodvisna država od sredine 10. stoletja.
Kralj Singe Namgjal je konsolidiral Ladaško cesarstvo v močno kraljevino. Ni bil le močan monarh ampak tudi državnik, diplomat in graditelj. Zgradil je zgodovinsko 9 nadstropno palačo v Leh-u. Promoviral je konjsko igro polo v Ladaku. Ladak ni bil ne pod oblastjo niti pod vplivom Tibeta, čeprav ni veliko informacij o antični zgodovini Ladaka.

### Srednjeveška zgodovina
Soočen z muslimanskimi osvajanji na indijskem podkontinentu v 13. stoletju se je Ladak obrnil na Tibet v iskanju in sprejemanju usmeritev v religijoznih zadevah. Za skoraj dve stoletji do okoli leta 1600 je bil Ladak izpostavljen pohodom in invazijam iz sosednjih muslimanskih držav. V tem času so se nekateri Ladakijci spreobrnili v islam.
Med letom 1380 in 1510 je več islamskih misijonarjev pridigalo in širilo islam Ladakijcem. Sajjid Ali Hamadani, Sajjid Muhammad Nur Bakš in Mir Šamsudin Iraki so bili trije pomembni sufijski misijonarji, ki so pridigali in razširjali islam v Ladaku. Mir Sajjid Ali je bil prvi, ki je uspel v spreobračanju in se zato jemlje za ustanovitelja islama v Ladaku. Več mošej je bilo zgrajeno v tem času, vključno z mošejo v Mulbhe, Padumu in Šeju, takratnim glavnim mestom Ladaka. Njegov glavni učenec Sajjid Muhamad Nur Bakš je tudi propagiral islam med Ladakijci in ljudstvom Balti, ki so se hitro spreobrnili v islam. Nurbakšija islam je imenovan po njemu in njegovih privržencev, ki jih najdemo le v Baltistanu in Ladaku. Leta 1505 je znan pripadnik Šiit Šamsudin Iraki obiskal Kašmir in Baltistan. Zaslužen je za širitev šia islama v Kašmirju in za spreobrnitev velike večine Muslimanov v Baltistanu v šiitsko ločino.
Kralj Bhagan je ponovno združil in okrepil Ladak ter ustanovil dinastijo Namgjal (Namgjal pomeni  "zmagoviti" v več tibetanskih jezikih), ki se je ohanila do današnjih dni. Namgjali so odbili večino centralnoazijskih napadalcev in za določen čas razširili kraljevstvo vse do Nepala. Med baltijsko invazijo pod vodstvom  radže Ali Šer Khan Ančana, so bili poškodovani mnogi budistični templji in artefakti. Po nekaterih ocenah je kralj Ladaka Džamjang, potem ko so bili Namgjali pororaženi, dal svojo hčer za ženo zmagovitemu Aliju. Ali je vzel kralja in njegove vojake v ujetništvo. Džamjang se je kasneje ponovno povzpel na presto s pomočjo Alija, ki mu je dal muslimansko princezo za ženo, ki ji je bilo ime Gjal Khatun ali Argjal Khatum, pod pogojem, da bo prva med ženami in da bo njen sin postal naslednji vladar. Zgodovinski viri niso enotni kdo je bil njen oče. Nekateri govorijo, da je to bil Alijev zaveznik radža Khaplu Jabgo Šej Gilazi, medtem ko drugi, da je bil sam Ali njen oče. V začetku 17. stoletja je kralj Senge Namgjal, sin Džamjanga in Gjal, poskusili obnoviti uničene artefakte in samostane (gonpe) in razširil kraljevino na območje Zanskarja in Spiti. Tako je kljub porazu z Moguli, ki so si priključili Kašmir in Baltistan, Ladak ostal neodvisen.
Iz virov lahko torej sklepamo, da se je baltijski kralj  Ali Šer Khan Ančan osvojil Ladak okoli leta 1594 AD, ko je vladala dinastija Namgjal. Legende kažejo, da je bila baltijska vojska zasleplena z uspehi in napredovala vse do Buranga v Tibetu, ter do doline Mansarvarskega jezera, in si prislužila občudovanje od svojih prijateljev in sovražnikov. Kralj Ladaka je bil nagnjen k miru, in ker Ali Šer Khanova namera ni bila priključitev Ladaka, je pristal, da se vasi Ganok in Gagra Nullah priključita Skardu in da bo kot kralj Ladaka plačeval letni davek. Ta davek so plačali preko samostana (Gonpa) Lama Juru vse dokler niso Ladak zavzele  Dogre. Hašmatulah poroča, da mu je glavni  Lama omenjenega samostana zatrdil, da so letni davek plačali Skardu vladi (Darbarju) vse doklej niso Dogre osvojile Ladak.
Islam se je pričel ukoreninjati na območju Leh v začetku 17. stoletja po baltijski invaziji in po poroki princeze Gjal z Džamjangom. Velika skupina muslimanskih slug glasbenikov je bila poslana skupaj z Gjal v Ladak in zasebna mošeja je bila zgrajena, da so ti lahko molili. Muslimanski glasbeniki so se potem naselili v Leh-u. Več stotnij Baltijcev se je preselila v kraljevino in po ustnem izročilu naj bi mnogi trgovci dobili zemljo za naselitev. Drugi Muslimani so prišli postopoma kasneje.
Konec 17. stoletja se je Ladak pridružil Butanu v sporu s Tibetom, kar je imelo za posledico invazijo tibetanske vojske Tibetanske centralne vlade. Ta invazija je znana kot  Tibet-Ladak-Mogulska vojna med 1679-1684. Kašmirski zgodovinarji namigujejo, da se je kralj spreobrnil v islam v zameno za pomoč Mogulskega cesarstva, čeprev tega kronike iz Ladaka ne omenjajo. Kralj Ladaka je pristal na plačevanje davka v zameno za varovanje kraljevine. Moguli so se umaknili, ko jih je izplačal 5. Dalai Lama. Ob pomoči okrepitev od Galdan Bošugtu Kana, kana Dzungarskega kanata, so Tibetanci ponovno napadli leta 1684. Tibetanci so sicer zmagali in sklenili sporazum z Ladakom in se nato decembra istega leta vrnili v  Lhaso. Sporazum iz Tingmosgang-a leta 1684 je sicer razrešil spor med Tibetom in Ladakom, vendar je tudi močno omejil neodvisnost Ladaka.
- Samostan Likir, Ladak
- Fajang Gompa, Ladak
- Samostan Himis leta 1870

## Kneževina Džamu in Kašmir
Leta 1834 je  Sikhovski general Zorawar Singh Kahluria, general radže Gulab Singha iz Džamuja, zasedel in pripojil Ladak k Džamuju pod nadvlado Sikhovskega cesarstva. Po porazu Sikhov v  prvi Anglo-Sikhovski vojni je bila ustanovljena kneževina Džamu in Kašmir  kot ločena kneževina pod Britanskim  nadzorom. Namgjalovi družini je bil podeljen jagir za Stok, ki se je nominalno ohranil do današnjih dni. Evropski vpliv v Ladaku se je pričel z letom 1850 in od takrat stalno naračal. Geologi, športniki, in turisti pričenjajo raziskovati Ladak. Leta 1885 je  Leh postal center misijona Moravske cerkve.
V času vladavine Doger je bil Ladak upravljan kot  wazarat (pokrajina) z guvernerjem imenovanim vazir-e-vazarat. Sestavljali so jo trije okraji (tehsili), s centri v Lehu, Skarduju in Kargilu. Glavno mesto pokrajine tj. wazarata je bilo v Lehu za šest mesecev v letu in v Skarduju za šest mesecev.
Phuntsok Wangjal, tibetanski komunistični voditelj je smatral Ladak za del Tibeta.